# As the Love Continues
《As the Love Continues》는 스코틀랜드의 포스트 록 밴드 모과이의 열 번째 정규 음반이다. 2021년 2월 19일 영국과 유럽에서는 록 액션 레코드, 미국에서는 템포러리 레지던스 리미티드에서 발매하였다. 발매일인 2021년 2월 19일은 모과이의 첫 싱글 〈Tuner/Lower〉가 나온지 25주년을 기념하기 위한 것이다.

## 개요
이 음반은 2017년 음반 《Every Country's Sun》 이후 다시 프로듀싱을 데이브 프리맨이 맡았다. 하지만, 코로나19 범유행으로 인하여 음반은 영국 베일 스튜디오에서 녹음하면서, 프리드만은 미국에서 원격으로 프로듀싱을 진행하였다. 음반의 또 다른 특징은 애티커스 로스와 콜린 스텟슨이 참여한 것이다. 첫 번째 싱글 〈Dry Fantasy〉가 2020년 10월 29일 발매되었다.

## 트랙 리스트
이 음반은 총 11트랙으로, CD와 다운로드를 통해 발매된다. 디럭스 버전도 있는데, 이 음반은 CD와 비닐로 수록되어 있으며, 그 중 하나는 미공개 데모 6개가 들어 있는 12인치 보너스 디스크가 들어 있다.
| #   | 제목                                              | 재생 시간 |
| --- | ------------------------------------------------- | --------- |
| 1.  | 〈To the Bin My Friend, Tonight We Vacate Earth〉 | 5:09      |
| 2.  | 〈Here We, Here We, Here We Go Forever〉          | 4:45      |
| 3.  | 〈Dry Fantasy〉                                   | 5:10      |
| 4.  | 〈Ritchie Sacramento〉                            | 4:12      |
| 5.  | 〈Drive the Nail〉                                | 7:14      |
| 6.  | 〈Fuck Off Money〉                                | 5:53      |
| 7.  | 〈Ceiling Granny〉                                | 3:58      |
| 8.  | 〈Midnight Flit〉                                 | 6:08      |
| 9.  | 〈Pat Stains〉                                    | 6:55      |
| 10. | 〈Supposedly, We Were Nightmares〉                | 4:36      |
| 11. | 〈It’s What I Want to Do, Mum〉                   | 7:23      |

## 크레딧
- 모과이: 도미닉 에이치슨, 스튜어트 브레이스웨이트, 마틴 불러크, 베리 번스
- 데이비드 프리먼 - 프로듀싱
- 데이브 토마스 (DLT) - 아트워크[5]